# Sofia Knights
I Sofia Knights sono una squadra di football americano di Sofia, in Bulgaria, fondata nel 2018.

## Dettaglio stagioni

### Amichevoli
| Stagione | Vin | Par | Per | Tot | PF  | PS | avversaria                                  |
| -------- | --- | --- | --- | --- | --- | -- | ------------------------------------------- |
| 2019     | 0   | 0   | 1   | 1   | 18  | 26 | Blagoevgrad Griffins                        |
| 2020     | 2   | 0   | 1   | 3   | 76  | 40 | Bucharest Titans, Varna Sharks, Sofia Bears |
| 2021     | 2   | 0   | 0   | 2   | 63  | 18 | Bucharest Titans, Black Sea Pirates         |
| Totale   | 4   | 0   | 2   | 6   | 157 | 84 |                                             |

### Tornei nazionali

#### Campionato

##### Campionato bulgaro di football americano
| Stagione | regular season | regular season | regular season | regular season | regular season | regular season | playoff | playoff | playoff | playoff | playoff | playoff   | playoff     |
|          | Vin            | Par            | Per            | Tot            | PF             | PS             | Vin     | Per     | Tot     | PF      | PS      | risultato | avversaria  |
| -------- | -------------- | -------------- | -------------- | -------------- | -------------- | -------------- | ------- | ------- | ------- | ------- | ------- | --------- | ----------- |
| 2019     | 1              | 0              | 3              | 4              | 23             | 96             | -       | -       | -       | -       | -       | -         | -           |
| 2021     | 2              | 0              | 0              | 2              | 66             | 20             | 1       | 0       | 1       | 20      | 6       | Campioni  | Sofia Bears |
| Totale   | 3              | 0              | 3              | 6              | 89             | 116            | 1       | 0       | 1       | 20      | 6       |           |             |

Fonti: Enciclopedia del Football - A cura di Roberto Mezzetti

### Riepilogo fasi finali disputate
| Anno            | Luogo | Evento             | Fase del torneo | Incontro                    | Risultato |
| 6 novembre 2021 | Sofia | Campionato bulgaro | Bulbowl         | Sofia Knights - Sofia Bears | 20 - 6    |

## Palmarès
- 1 Bulbowl (2021)